# کنو کیئگلوگه
کنو کیئگلوگه (دانمارکی: Knud Kirkeløkke; ۱۰ نوامبر ۱۸۹۲ – ۷ فوریهٔ ۱۹۷۶) ژیمناست هنری اهل دانمارک بود.